# Coronation Street
Coronation Street (informellt även "Corrie") är en brittisk TV-serie som  dagligen visats sedan 1960 och som har över 10 miljoner tittare. Serien är den genom tiderna mest populära engelska såpoperan och är även den äldsta fortfarande pågående dramaserien i världen. Såpan sänds under prime time på ITV i Storbritannien och har även blivit en stor succé i många andra länder. Handlingen kretsar kring familjerna som bor på Coronation Street, en gata i en fiktiv förort till Manchester. William Roache, som spelar Ken Barlowe i serien, är den enda som har varit med sedan allra första avsnittet 1960. Serien skapades av Tony Warren. Svenska TV4 har visat serien i omgångar under dagtid. Under 2000-talet visades serien under ett par år. Hösten 2014 började TV4 åter visa serien på dagtid och i TV4 Play.

## Historia
Det första avsnittet sändes den 9 december 1960 och blev mottaget på många sätt. Granada Television, som producerar serien, gjorde bara 13 avsnitt under den första säsongen för att se hur tittarsiffrorna blev. 
Ken Barlow hade kommit till Coronation Street då han fått en plats på universitetet. Andra personer som var med från början var Ena Sharples, som hade hand om missionshuset, Minnie Caldwell, Martha Longhurst, Elsie Tanner med flera. Flera saker har skakat serien: ett mystiskt pennförgiftat brev skickat till Elsie Tanner, Ken Barlows och Valerie Tatlocks bröllop 1962, Martha Longhursts död 1964, Ken Barlows tvillingars födelse 1965, Elsie Tanners giftermål med Steve Tanner och den berömda tågkraschen i viadukten samt Steve Tanners död 1968.
Två av de mest kända avsnitten är The Train Crash from the Viaduct då ett passerande tåg till Coronation Street kraschade från en bro och flera karaktärer dog. Ett annat känt avsnitt är Val Barlows electrocution där Ken Barlows fru Valerie dog i en brand då hon felkopplade sin hårtork i ett nätuttag. 

## Rollista i urval
- William Roache – Ken Barlow (1960–)
- Eileen Derbyshire – Emily Bishop (1960–)
- Barbara Knox – Rita Sullivan (1964, 1972–)
- Jean Alexander – Hilda Odgen (1964–1987)
- Betty Driver – Betty Williams (1969–)
- Anne Kirkbride – Deirdre Barlow (1972–)
- Elizabeth Dawn – Vera Duckworth (1974–)
- Helen Worth – Gail Platt (1974–)
- Maggie Jones – Blanche Hunt (1974–1976, 1977, 1978, 1981, 1996, 1998, 1999–)
- Sue Nicholls – Audrey Roberts (1979–)
- Patricia Phoenix – Elsie Tanner (1960–1973, 1976–1984)
- Violet Carson – Ena Sharples (1960–1980)
- Arthur Leslie – Jack Walker (1960–1970)